# Mansfield (Nowy Jork)
Mansfield – miasto w Stanach Zjednoczonych, w stanie Nowy Jork, w hrabstwie Cattaraugus.